# Żukowo Zachodnie
Żukowo Zachodnie – stacja kolejowa w Żukowie, w gminie Żukowo, w województwie pomorskim na linii kolejowej nr 229 Pruszcz Gdański – Łeba.

## Położenie
Stacja Żukowo Zachodnie położona jest w południowo-zachodniej części miasta przy drodze krajowej nr 20. Nie dociera do niej komunikacja miejska.

## Historia

### 1886–1945
Żukowo Zachodnie było pierwszą stacją kolejową w Żukowie powstałą przy okazji budowy linii kolejowej łączącej Pruszcz Gdański z Kartuzami. Stacja została otwarta 1 sierpnia 1886.

### po 1989
W 1994 ruch pasażerski został wstrzymany. 1 stycznia 1997 został wstrzymany ruch towarowy. 24 marca 2002 ruch towarowy został wznowiony. W 2008 na terenie tej nieczynnej stacji kolejowej nagrywane były sceny do filmu Miasto z morza.
W 2023 odbudowano stację w ramach bajpasu kartuskiego realizowanego przez PKP PLK.

## Infrastruktura

### Linia kolejowa
Przez Żukowo Zachodnie przebiega jednotorowa, niezelektryfikowana linia kolejowa nr 229 Pruszcz Gdański - Łeba, którą odbudowano w ramach bajpasu kartuskiego realizowanego przez PKP PLK.

### Dworzec
Dworzec jest parterowy kryty papę otynkowany znacznie mniej okazały niż dworzec stacji Żukowo Wschodnie.